# Les Champs-Géraux
Les Champs-Géraux [lɛ ʃɑ̃ ʒeʁo] est une commune française située dans le département des Côtes-d'Armor, en région Bretagne.

## Géographie

### Localisation
Les Champs-Géraux est une commune rurale de l'est du département des Côtes-d'Armor, limitrophe de celui d'Ille-et-Vilaine. Elle est à 7 km au sud-est de Dinan et à une quarantaine de kilomètres au nord-ouest de Rennes.
Elle se trouve dans l'aire d'attraction de Dinan, ainsi que dans la zone d'emploi et dans le bassin de vie de cette ville.

### Communes limitrophes
Les communes limitrophes sont  Calorguen, Lanvallay, Plesder, Saint-Hélen et Évran.
| Lanvallay | Saint-Hélen       |                           |
| Calorguen | des Champs-Géraux | Plesder (Ille-et-Vilaine) |
|           | Évran             |                           |

### Géologie et relief
La superficie de la commune est de 19,09 km2 ; son altitude varie de 7  à   97 mètres.

### Hydrographie
Pour un article plus général, voir Réseau hydrographique des Côtes-d'Armor.
La commune est située dans le bassin Loire-Bretagne. Elle est drainée par la Rance, le canal d'Ille et Rance, le Brice et un autre petit cours d'eau,.
La Rance, d'une longueur de 104 km, prend sa source dans la commune du Mené et se jette  dans la Manche entre Dinard et Saint-Malo, après avoir traversé 28 communes. 
Le canal d'Ille-et-Rance est un canal, chenal et un cours d'eau naturel navigable, d'une longueur de 84 km. Il prend sa source dans la commune de Montreuil-sur-Ille et se jette  dans l'Ille à Saint-Grégoire, après avoir traversé 25 communes. 

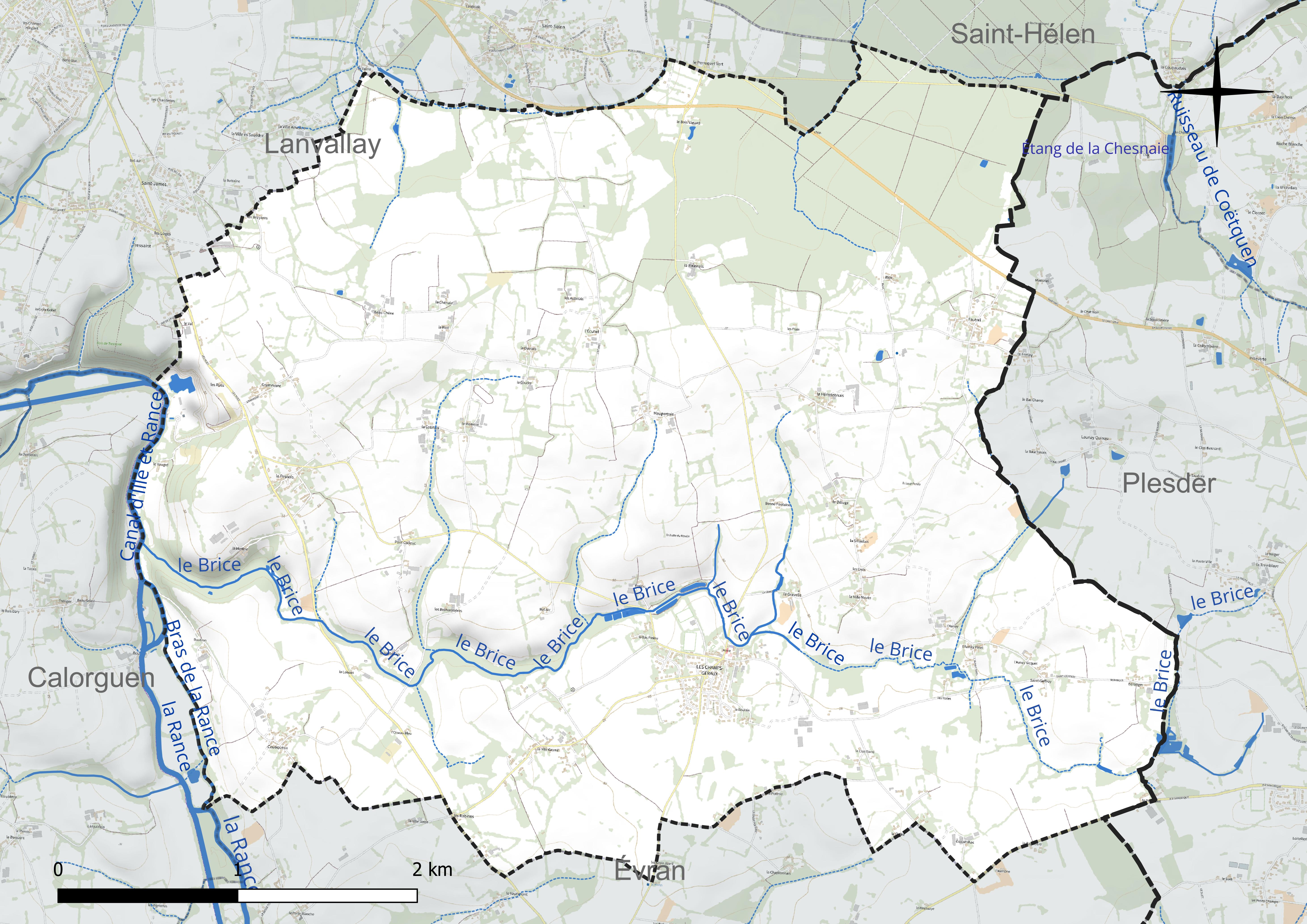
Réseau hydrographique des Champs-Géraux.

### Climat
Pour des articles plus généraux, voir Climat de la Bretagne et Climat des Côtes-d'Armor.
En 2010, le climat de la commune est de type climat océanique altéré, selon une étude du CNRS s'appuyant sur une série de données couvrant la période 1971-2000. En 2020, Météo-France publie une typologie des climats de la France métropolitaine dans laquelle la commune est exposée à un climat océanique et est dans la région climatique Bretagne orientale et méridionale, Pays nantais, Vendée, caractérisée par une faible pluviométrie en été et une bonne insolation. Parallèlement l'observatoire de l'environnement en Bretagne publie en 2020 un zonage climatique de la région Bretagne, s'appuyant sur des données de Météo-France de 2009. La commune est, selon ce zonage, dans la zone « Intérieur Est », avec des hivers frais, des étés chauds et des pluies modérées).
Pour la période 1971-2000, la température annuelle moyenne est de 11,4 °C, avec une amplitude thermique annuelle de 12,3 °C. Le cumul annuel moyen de précipitations est de 741 mm, avec 12,5 jours de précipitations en janvier et 6,9 jours en juillet. Pour la période 1991-2020, la température moyenne annuelle observée sur la station météorologique la plus proche, située sur la commune du Quiou à 8 km à vol d'oiseau, est de 11,6 °C et le cumul annuel moyen de précipitations est de 757,4 mm,. Pour l'avenir, les paramètres climatiques de la commune estimés pour 2050 selon différents scénarios d'émission de gaz à effet de serre sont consultables sur un site dédié publié par Météo-France en novembre 2022.

## Urbanisme

### Typologie
Au 1er janvier 2024, Les Champs-Géraux est catégorisée commune rurale à habitat dispersé, selon la nouvelle grille communale de densité à 7 niveaux définie par l'Insee en 2022.
Elle est située hors unité urbaine. Par ailleurs la commune fait partie de l'aire d'attraction de Dinan, dont elle est une commune de la couronne,. Cette aire, qui regroupe 25 communes, est catégorisée dans les aires de moins de 50 000 habitants,.

### Occupation des sols

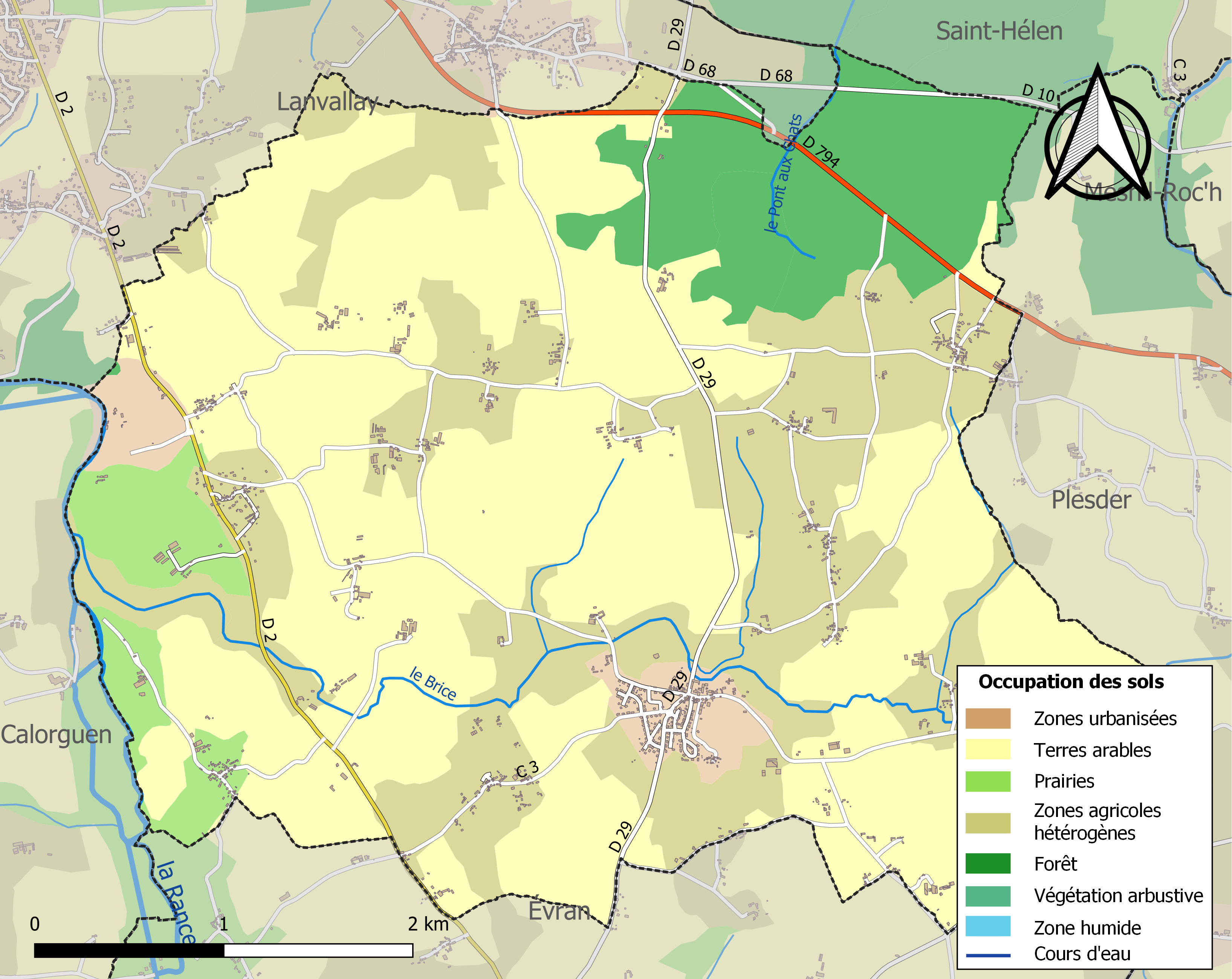
Carte des infrastructures et de l'occupation des sols de la commune en 2018 (CLC).

L'occupation des sols de la commune, telle qu'elle ressort de la base de données européenne d’occupation biophysique des sols Corine Land Cover (CLC), est marquée par l'importance des territoires agricoles (86,5 % en 2018), une proportion sensiblement équivalente à celle de 1990 (86,8 %).
La répartition détaillée en 2018 est la suivante :
terres arables (53,4 %), zones agricoles hétérogènes (28,8 %), forêts (10,5 %), prairies (4,2 %), zones urbanisées (1,9 %), mines, décharges et chantiers (1,1 %).
L'évolution de l’occupation des sols de la commune et de ses infrastructures peut être observée sur les différentes représentations cartographiques du territoire : la carte de Cassini (XVIIIe siècle), la carte d'état-major (1820-1866) et les cartes ou photos aériennes de l'IGN pour la période actuelle (1950 à aujourd'hui).

### Habitat et logement
En 2021, le nombre total de logements dans la commune était de 562, alors qu'il était de 547 en 2016 et de 525 en 2011.
Parmi ces logements, 81,3 % étaient des résidences principales, 8 % des résidences secondaires et 10,8 % des logements vacants. Ces logements étaient pour 98,2 % d'entre eux des maisons individuelles et pour 1,4 % des appartements.
Le tableau ci-dessous présente la typologie des logements aux Les Champs-Géraux en 2021 en comparaison avec celle des Côtes-d'Armor et de la France entière. Une caractéristique marquante du parc de logements est ainsi la faible proportion des résidences secondaires et logements occasionnels (8 %) par rapport au département (16,2 %) et à la France entière (9,7 %).
| Typologie                                               | Les Champs-Géraux | Côtes-d'Armor | France entière |
| ------------------------------------------------------- | ----------------- | ------------- | -------------- |
| Résidences principales (en %)                           | 81,3              | 75,5          | 82,2           |
| Résidences secondaires et logements occasionnels (en %) | 8                 | 16,2          | 9,7            |
| Logements vacants (en %)                                | 10,8              | 8,3           | 8,1            |

## Toponymie
Le nom de la localité est attesté sous les formes Sancti Nicolai de Campis en 1181, Les Champs Geraut en 1513.
Maez-Geraod en breton.

## Histoire

### Époque contemporaine
La commune est créée le 6 avril 1934, par séparation de la commune d'Évran,.
Le 29 mai 1943, durant la Seconde Guerre mondiale, un bombardier B17 américain de retour d’une mission de bombardement sur le siège de la Kriegsmarine à Rennes est abattu par la DCA aux Champs-Géraux, tuant onze jeunes soldats.

## Politique et administration

### Rattachements administratifs et électoraux

#### Rattachements administratifs
La commune se trouve depuis sa création en 1934 dans l'arrondissement de Dinan du département des Côtes-d'Armor.
Elle faisait partie depuis cette date du canton d'Évran. Dans le cadre du redécoupage cantonal de 2014 en France, cette circonscription administrative territoriale a disparu, et le canton n'est plus qu'une circonscription électorale.

#### Rattachements électoraux
Pour les élections départementales, la commune fait partie depuis 2014 du canton de Lanvallay.
Pour l'élection des députés, elle fait partie de la deuxième circonscription des Côtes-d'Armor.

### Intercommunalité
Penvénan était membre de la communauté de communes du Pays du Coquelicot, un établissement public de coopération intercommunale (EPCI) à fiscalité propre créé en 2001 et auquel la commune avait transféré un certain nombre de ses compétences, dans les conditions déterminées par le code général des collectivités territoriales.
Dans le cadre des dispositions de la loi portant nouvelle organisation territoriale de la République du 7 août 2015, qui prévoit que les établissements publics de coopération intercommunale (EPCI) à fiscalité propre doivent avoir un minimum de 15 000 habitants, cette intercommunalité a fusionné avec sa voisine pour former, le 1er janvier 2017, la communauté de communes du Haut Pays du Montreuillois, dont est désormais membre la commune.

### Liste des maires
| Période      | Période                        | Identité        | Étiquette | Qualité |
| ------------ | ------------------------------ | --------------- | --------- | --- |
| juillet 1934 | mai 1953                       | Pierre Busnel   |           | Maire honoraire Premier maire de la commune                                                                    |
| mai 1953     | mars 1959                      | Auguste Chauvin |           | Vannier |
| mars 1959    | mars 1965                      | Henri Ermessent |           | |
| mars 1965    | mars 1983                      | Francis Hervy   | PCF       | Instituteur et directeur d'école retraité Président syndicat d'adduction d’eau du canton d'Évran (1974 → 1983) |
| mars 1983    | janvier 2023                   | Georges Lucas,  | DVD       | Agriculteur retraité Administrateur de Groupama Dirigeant du club de football L’Étoile sportive Démissionnaire |
| février 2023 | En cours (au 30 novembre 2023) | Sandrine Juhel  |           | Secrétaire de mairie à Pleudihen-sur-Rance                                                                     |

## Équipements et services publics

### Enseignement
Les enfants de la commune sont scolarisés avec ceux de Plesder dans le cadre d'un regroupement pédagogique intercommunal (RPI).

## Population et société

### Démographie

#### Évolution démographique
L'évolution du nombre d'habitants est connue à travers les recensements de la population effectués dans la commune depuis 1936. Pour les communes de moins de 10 000 habitants, une enquête de recensement portant sur toute la population est réalisée tous les cinq ans, les populations de référence des années intermédiaires étant quant à elles estimées par interpolation ou extrapolation. Pour la commune, le premier recensement exhaustif entrant dans le cadre du nouveau dispositif a été réalisé en 2006.

En 2022, la commune comptait 1 053 habitants, en évolution de +0,96 % par rapport à 2016 (Côtes-d'Armor : +1,78 %, France hors Mayotte : +2,11 %).
| 1936  | 1946  | 1954  | 1962  | 1968 | 1975 | 1982 | 1990 | 1999 |
| ----- | ----- | ----- | ----- | ---- | ---- | ---- | ---- | ---- |
| 1 112 | 1 032 | 1 007 | 1 026 | 943  | 934  | 961  | 943  | 960  |

| 2006  | 2011  | 2016  | 2021  | 2022  | - | - | - | - |
| ----- | ----- | ----- | ----- | ----- | - | - | - | - |
| 1 007 | 1 046 | 1 043 | 1 047 | 1 053 | - | - | - | - |

### Manifestations culturelles et festivités
- Concours d’attelages, dont la 4e édition a lieu en août 2024[27].

### Sports et loisirs
- Le club de pétanque gérausienne[28].

#### Pyramide des âges
En 2019, le taux de personnes d'un âge inférieur à 30 ans s'élève à 29,8 %, soit un taux inférieur à la moyenne départementale (30,6 %). Le taux de personnes d'un âge supérieur à 60 ans (28,1 %) est inférieur au taux départemental (33,1 %).
En 2019, la commune comptait 527 hommes pour 509 femmes, soit un taux de 50,87 % d'hommes, supérieur au taux départemental (48,29 %).
Les pyramides des âges de la commune et du département s'établissent comme suit :
| Hommes | Classe d’âge | Femmes |
| ------ | ------------ | ------ |
| 0,6    | 90 ou +      | 0,8    |
| 6,3    | 75-89 ans    | 8,2    |
| 19,0   | 60-74 ans    | 21,6   |
| 22,6   | 45-59 ans    | 20,3   |
| 21,8   | 30-44 ans    | 19,4   |
| 12,1   | 15-29 ans    | 12,3   |
| 17,7   | 0-14 ans     | 17,4   |

| Hommes | Classe d’âge | Femmes |
| ------ | ------------ | ------ |
| 0,9    | 90 ou +      | 2,6    |
| 9,1    | 75-89 ans    | 12,5   |
| 21,1   | 60-74 ans    | 21,6   |
| 20,4   | 45-59 ans    | 19,4   |
| 16,3   | 30-44 ans    | 15,7   |
| 15,1   | 15-29 ans    | 12,8   |
| 17,1   | 0-14 ans     | 15,5   |

## Culture locale et patrimoine

### Lieux et monuments
- La chapelle Notre-Dame-de-Bon-Secours, datant de 1704 ; 1818 ; 1821, ancienne chapelle seigneuriale[30],[31].
- L'église Notre-Dame.
- Colombier au manoir de la Gravelle[32].
- Bâti ancien[32] :
  - Maison de maître de Pont-Cadeuc, construite en 1806[33]
  - Ferme de Launay[34].
  - Minoterie Mouton, aux Rabines, construite à la limite entre les XIXe et XXe siècle[35],[36].
  - Ferme de Fautrel, dont le logis date sans doute  XCIIe siècle, reconstruite en 1710[37].
  - Ferme, à la Ville Morin, construite avant 1845[38].
  - Manoir de La Gravelle manoir seigneurial reconstruit en 1604 ; 1624 ; 1637 sur un site plus ancien et transformé en ferme au XIXe siècle[39].
  - Manoir de La Mettrie, dont les parties les plus anciennes datent du XVIIe siècle[40].
  - Manoir de Launay Gicquel, construit au début du XVIIe siècle, remanié[41].
  - Manoir de La Rouvraie, du XVIIIe siècle[42].
  - Manoir, aux Haies, construit pour Bertrand collet  vers 1660 et remanié depuis[43].
- Le monument aux morts porte les noms des 73 soldats morts pour la Patrie[44] :
  - 64 sont morts durant la Première Guerre mondiale ;
  - 9 sont morts durant la Seconde Guerre mondiale.
- Mémorial édifié en 2003 en mémoire du crash, le 29 mai 1943 de la forteresse volante B17[45].
- Chemins de promenade, notamment le long de la vallée du Brice[32].

### Personnalités liées à la commune
- François Pinault, homme d'affaires milliardaire français, fondateur des sociétés Artémis et Kering, est né dans la commune le 21 août 1936.

### Héraldique
| Blason de Les Champs-Géraux | Blason  | De gueules à la fasce d'argent chargée de trois merlettes de sable, accompagnée de trois têtes de loup arrachées d'or 2, 1. |
| Blason de Les Champs-Géraux | Détails | Le statut officiel du blason reste à déterminer.                                                                            |

## Pour approfondir